# میچل لایزن
میچل لایزن (انگلیسی: Mitchell Leisen؛ ۶ اکتبر ۱۸۹۸ – ۲۸ اکتبر ۱۹۷۲) یک طراح لباس، کارگردان، کارگردان هنری و تهیه‌کننده اهل ایالات متحده آمریکا بود. وی بین سال‌های ۱۹۲۰ تا ۱۹۶۷ میلادی فعالیت می‌کرد. او در دهه ۱۹۲۰ وارد صنعت فیلم، و در آغاز در هالیوود در بخش هنری و صحنه و لباس به کار مشغول شد. او اولین فیلم خود را در سال ۱۹۳۳ ساخت. او بیشتر در سبک ملودرام و اسکروبال هالیوودی شناخته شده است.
از فیلم‌ها یا برنامه‌های تلویزیونی که وی در آن نقش داشته است می‌توان به جلوی سحر را بگیرید اشاره کرد.

## فیلم‌شناسی (به عنوان کارگردان)
| سال  | عنوان                     | شرکت سازنده    | بازی                                                       | توضیح                                                           |  |
| ---- | ------------------------- | -------------- | ---------------------------------------------------------- | --------------------------------------------------------------- |  |
| ۱۹۳۳ | Cradle Song               | پارامونت       | Dorothea Wieck / اولین ونبل                                |                                                                 |  |
| ۱۹۳۴ | Bolero                    | پارامونت       | جرج رأفت / کارول لمبارد                                    | کارگردانی مشترک با وسلی راگلز                                   |  |
| ۱۹۳۴ | Death Takes a Holiday     | پارامونت       | فردریک مارچ / اولین ونبل                                   | انتشار نسخه دی وی دی.                                           |  |
| ۱۹۳۴ | Murder at the Vanities    | پارامونت       | ویکتور مک‌لاگلن / جک اوکی / کارل بریسون                     |                                                                 |  |
| ۱۹۳۴ | Behold My Wife            | پارامونت       | جین ریموند / ان شرایدن / سیلویا سیدنی                      |                                                                 |  |
| ۱۹۳۵ | Four Hours to Kill!       | پارامونت       | ریچارد بارتلمس / ری میلند / Gertrude Michael               |                                                                 |  |
| ۱۹۳۵ | Hands Across the Table    | پارامونت       | کارول لمبارد / فرد مک‌موری                                  |                                                                 |  |
| ۱۹۳۶ | Thirteen Hours by Air     | پارامونت       | فرد مک‌موری / جوآن بنت / زیسو پیتس                          |                                                                 |  |
| ۱۹۳۶ | The Big Broadcast of ۱۹۳۷ | پارامونت       | جک بنی / جرج برنز / گریسی آلن / ری میلند                   |                                                                 |  |
| ۱۹۳۷ | Swing High, Swing Low     | پارامونت       | کارول لمبارد / فرد مک‌موری / دوروتی لامور                   | انتشار نسخه دی وی دی.                                           |  |
| ۱۹۳۷ | Easy Living               | پارامونت       | جین آرتور / ادوارد آرنولد / ری میلند                       | انتشار نسخه دی وی دی.                                           |  |
| ۱۹۳۸ | The Big Broadcast of ۱۹۳۸ | پارامونت       | دبلیو. سی. فیلدز / مارتا ری / باب هوپ / دوروتی لامور       | انتشار نسخه دی وی دی.                                           |  |
| ۱۹۳۸ | Artists and Models Abroad | پارامونت       | جک بنی / جوآن بنت                                          | انتشار نسخه دی وی دی.                                           |  |
| ۱۹۳۹ | نیمه‌شب                    | پارامونت       | کلودت کولبرت / دان آمچی / جان باریمور / مری آستور          | انتشار نسخه دی وی دی.                                           |  |
| ۱۹۴۰ | Remember the Night        | پارامونت       | باربارا استانویک / فرد مک‌موری                              | انتشار نسخه دی وی دی.                                           |  |
| ۱۹۴۰ | Arise, My Love            | پارامونت       | کلودت کولبرت / ری میلند                                    |                                                                 |  |
| ۱۹۴۱ | I Wanted Wings            | پارامونت       | ری میلند / ویلیام هولدن / وین موریس / ورونیکا لیک          | WON Academy Award for Best Visual Effects.                      |  |
| ۱۹۴۱ | جلوی سحر را بگیرید        | پارامونت       | شارل بوآیه / اولیویا دی هاویلند / پائولت گدارد             | نامزد جایزه اسکار بهترین فیلم. انتشار نسخه دی وی دی (region 2). |  |
| 1942 | The Lady is Willing       | پارامونت       | مارلنه دیتریش / فرد مک‌موری                                 |                                                                 |  |
| 1942 | Take a Letter, Darling    | پارامونت       | روسالیند راسل / فرد مک‌موری                                 |                                                                 |  |
| 1943 | No Time for Love          | پارامونت       | کلودت کولبرت / فرد مک‌موری                                  |                                                                 |  |
| 1944 | Lady in the Dark          | پارامونت       | جینجر راجرز / ری میلند                                     | فیلم تکنی‌کالر                                                   |  |
| 1944 | Frenchman's Creek         | پارامونت       | جون فونتین / آرتورو دی کوردوا / بازیل رتبون / نایجل بروس   | فیلم تکنی‌کالر                                                   |  |
| 1944 | Practically Yours         | پارامونت       | کلودت کولبرت / فرد مک‌موری                                  |                                                                 |  |
| 1945 | Kitty                     | پارامونت       | پائولت گدارد / فرد مک‌موری                                  |                                                                 |  |
| ۱۹۴۵ | Masquerade in Mexico      | پارامونت       | دوروتی لامور / آرتورو دی کوردوا                            |                                                                 |  |
| ۱۹۴۶ | To Each His Own           | پارامونت       | اولیویا دی هاویلند / جان لوند                              | جایزه اسکار بهترین بازیگر نقش اول زن. انتشار نسخه VHS.          |  |
| ۱۹۴۷ | Suddenly, It's Spring     | پارامونت       | پائولت گدارد / فرد مک‌موری                                  |                                                                 |  |
| ۱۹۴۷ | Golden Earrings           | پارامونت       | مارلنه دیتریش / ری میلند                                   |                                                                 |  |
| ۱۹۴۸ | Dream Girl                | پارامونت       | بتی هاتن / مکدونالد کری                                    |                                                                 |  |
| ۱۹۴۹ | Bride of Vengeance        | پارامونت       | پائولت گدارد / مکدونالد کری / جان لوند                     |                                                                 |  |
| ۱۹۴۹ | Song of Surrender         | پارامونت       | کلود رینس / واندا هندریکس / مکدونالد کری                   |                                                                 |  |
| ۱۹۵۰ | No Man of Her Own         | پارامونت       | باربارا استانویک / جان لوند                                |                                                                 |  |
| ۱۹۵۰ | Captain Carey, U.S.A.     | پارامونت       | الن لاد / واندا هندریکس                                    |                                                                 |  |
| ۱۹۵۱ | The Mating Season         | پارامونت       | جین تیرنی / جان لوند / میریام هاپکینز / تلما ریتر          | نامزدجایزه اسکار بهترین بازیگر نقش مکمل زن Thelma Ritter        |  |
| 1951 | Darling, How Could You!   | پارامونت       | جون فونتین / جان لوند                                      |                                                                 |  |
| 1952 | Young Man with Ideas      | گلدوین مایر    | گلن فورد                                                   |                                                                 |  |
| 1953 | Tonight We Sing           | فاکس قرن بیستم | دیوید وین / Ezio Pinza / Roberta Peters / Tamara Toumanova | فیلم تکنی‌کالر                                                   |  |
| 1955 | Bedevilled                | گلدوین مایر    | آن بکستر / استیو فارست                                     | کارگردانی مشترک با ریچارد تورپ / Eastmancolor فیلم              |  |
| 1958 | The Girl Most Likely      | آر.ک.ئو        | جین پاول / کلیف رابرتسون                                   | فیلم تکنی‌کالر                                                   |  |
| 1967 | Spree                     | Trans American |                                                            | کارگردانی مشترک با والون گرین / فیلم‌نامه /فیلم رنگی             |  |